# Соксюр-ле-Ванн
Соксю́р-ле-Ванн (фр. Saulxures-lès-Vannes) — коммуна на северо-востоке Франции в регионе Гранд-Эст (бывший Эльзас — Шампань — Арденны — Лотарингия), департамент Мёрт и Мозель, округ Туль, кантон Мена-о-Сэнтуа. До марта 2015 года коммуна административно входила в состав упразднённого кантона Коломбе-ле-Бель (округ Туль).

## Географическое положение
Соксюр-ле-Ванн расположен в 34 км к юго-западу от Нанси. Соседние коммуны: Аллам на севере, Баризе-ла-Кот на северо-востоке, Баризе-о-Плен на востоке, Мон-л'Этруа на юге.

## История
- На территории коммуны находятся следы галло-романской культуры.

## Демография
Население коммуны на 2010 год составляло 354 человека.
| 1962 | 1968 | 1975 | 1982 | 1990 | 1999 | 2010 |
| ---- | ---- | ---- | ---- | ---- | ---- | ---- |
| 388  | 380  | 345  | 319  | 333  | 378  | 354  |

## Достопримечательности
- Следы бывшего замка XIII—XIV веков, оставшиеся на территории церкви.
- Руины замка XVII века, разрушен после Французской революции.
- Церковь, восстановлена в XVIII веке.